# ناگهان بالتازار
ناگهان بالتازار (به فرانسوی: Au Hasard Balthazar) فیلمی‌ فرانسوی در ژانر درام و جنایی، محصول سال ۱۹۶۶ میلادی به کارگردانی روبر برسون است.
فیلم درباره دختر بچه‌ای خجالتی از خانواده‌ای کشاورز به نام ماری و الاغش به نام بالتازار است، پس از چند سال که هر دوی آن‌ها بزرگ می‌شوند در جامعه با سوء استفاده‌هایی از سمت مردم روبرو می‌شوند به طوری‌که الاغ چندین صاحب دارد و گروه‌هایی از اوباش در تلاش برای سوء استفاده جنسی از ماری هستند.
ژان لوک گدار، درباره این فیلم گفته است: "این فیلم دنیاست در یک ساعت و نیم"
این اثر در سال ۲۰۱۲ طبق نظر منتقدین مجله معتبر Sight & Sound در رتبه ۱۶ بهترین فیلم های تاریخ سینما قرار گرفت.